# Topli Do (Surdulica)
Pour les articles homonymes, voir Topli Do.
Topli Do (en serbe cyrillique : Топли До) est un village de Serbie situé dans la municipalité de Surdulica, district de Pčinja. Au recensement de 2011, il comptait 29 habitants.

## Démographie
| 1948 | 1953 | 1961 | 1971 | 1981 | 1991 | 2002 | 2011 |
| ---- | ---- | ---- | ---- | ---- | ---- | ---- | ---- |
| 503  | 698  | 485  | 369  | 221  | 107  | 53   | 29   |

|  |